# Прокудин, Михаил Васильевич
Михаил Васильевич Прокудин (род. 26 мая 1960, Быхов, Могилёвская область) — советский борец классического стиля, чемпион мира среди юниоров, серебряный призёр Всемирных университетских игр, чемпион и призёр чемпионатов СССР, чемпион Европы, серебряный призёр чемпионата мира, обладатель Кубка мира (в команде), победитель международного турнира Дружба-84, заслуженный мастер спорта СССР (1984).

## Биография
В 1984 году окончил Белорусский государственный институт физической культуры. Выступал за клуб «Динамо» (Минск). Его тренерами были И. И. Чертов, Д. М. Худыш, Г. В. Николаенок и В. А. Зубков. В 1990 году оставил большой спорт.
С 1999 года работал старшим преподавателем кафедры спортивного совершенствования Белорусского университета информатики и радиоэлектроники. С 2014 года работает тренером-преподавателем отделения греко-римской борьбы ГУ «Пуховичская ДЮСШ» (посёлок Свислочь).

## Спортивные результаты
- Первенство мира по борьбе среди юниоров 1979 года — ;
- Классическая борьба на летней Спартакиаде народов СССР 1983 года — ;
- Чемпионат СССР по классической борьбе 1984 года — ;